# 細體龐鯰
細體龐鯰，為輻鰭魚綱鯰形目粒鯰科的其中一種，為熱帶淡水魚，分布於亞洲印尼爪哇島Citarum河流域，體長可達10.1公分，棲息在底層水域，以甲殼類及有機碎屑為食，生活習性不明。

## 扩展阅读
維基物種上的相關：細體龐鯰